# Angas
L'angas és un idioma de Nigèria pertanyent a les llengües txadianes occidentals, concretament a l'anomenat grup A, on forma el subgrup homònim juntament amb altres llengües com el sura o el goemai. El parlen unes 400000 persones i malgrat aquesta escassa base poblacional es considera que és "vigorós", és a dir, no està amenaçat perquè s'usa de forma regular en les comunicacions quotidianes de la població.
S'escriu amb l'alfabet llatí. El sistema vocàlic és complex, amb distinció entre llargues i breus i diftongs que tenen valor de fonema diferenciat dels sons vocàlics simples. Igualment compta amb un inventari de consonants extens, amb tendència a la palatalització. És una llengua tonal.